# Rue Dareau
Pour les articles homonymes, voir Dareau.
La rue Dareau est une voie située dans le quartier du Parc-de-Montsouris du 14e arrondissement de Paris, en France.

## Situation et accès
La rue Dareau est desservie par la ligne 6 à la station Saint-Jacques.

## Origine du nom
Cette voie porte depuis 1858 le nom d'Alexandre Dareau (1791-1866), maire de Montrouge de 1852 à 1858, sur le territoire de laquelle elle se trouvait alors. Ce nom lui est attribué suivant le vœu des Montrougiens alors que le maire est encore en fonction. Alexandre Dareau sera après l'annexion du Petit-Montrouge par la Ville de Paris et jusqu'en 1865 le premier maire du 14e arrondissement.

## Historique
La plaine de Montsouris est un site d'exploitation de la pierre dans des carrières souterraines depuis le XVIIe siècle. Lorsque Charles-Axel Guillaumot (1730-1807), le premier inspecteur général des Carrières de Paris, nommé en 1777, décide d'y aménager les catacombes dans les vides d'anciennes carrières à la fin du XVIIIe siècle, il n'y a pas de construction en surface.
Un chemin existe à l'emplacement de la rue au moins depuis la fin du XVIIe siècle, qui reliait Vaugirard à la vallée de la Bièvre.
En 1804, et alors que la voie n'était encore qu'un chemin servant à l'extraction de la pierre, la portion du chemin qui s'étendait de la route d'Orléans, actuelle avenue du Général-Leclerc, au mur des Fermiers généraux, remplacé depuis par le boulevard Saint-Jacques, portait le nom de « rue de la Voie-Creuse », parce que son sous-sol était sous-miné par les carrières alors au plus fort de leur exploitation.
Lors de l'urbanisation du quartier à la fin de la première moitié du XIXe siècle, elle fut d'abord nommée « rue des Catacombes » du fait qu'elle se trouvait très précisément au-dessus du dédale transformé en ossuaire municipal de Paris au début du siècle.
Par délibération du Conseil municipal de Montrouge en date du 13 février 1858 la « rue des Catacombes » prend le nom de « rue Dareau » .
L'odonyme est conservé par l'administration parisienne après l'annexion du Petit-Montrouge par la capitale, en 1860.
En 1946, la rue Dareau est amputée de la partie s'étendant à l'ouest de la rue de la Tombe-Issoire (avenue René-Coty), qui forme depuis lors la rue Rémy-Dumoncel.

## Bâtiments remarquables et lieux de mémoire

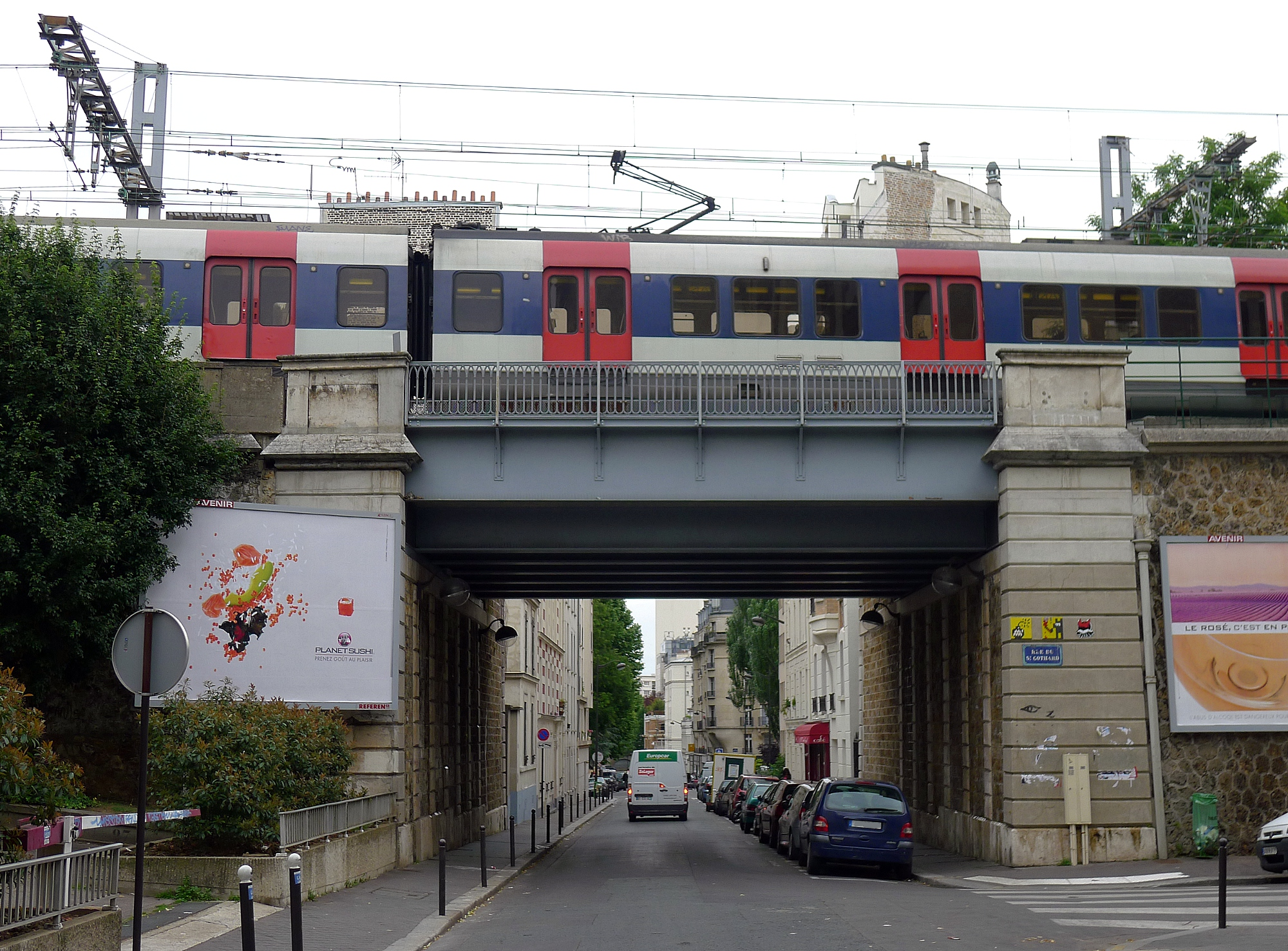
Passage sous la ligne B du RER.

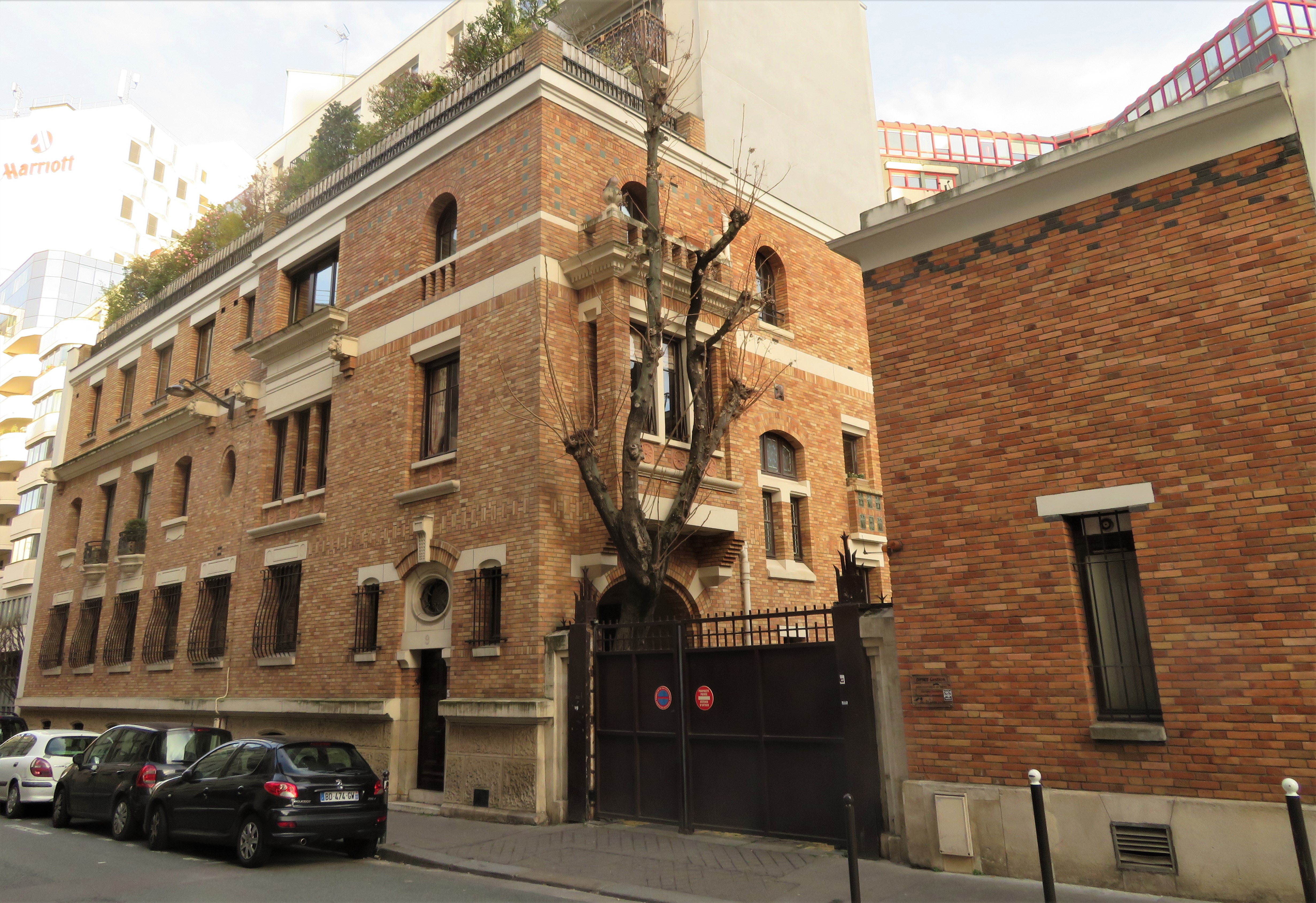
Immeuble du 9 rue Dareau.

- No 20 : immeuble de Christelle Avenier et Miguel Cornejo (2024). Il abrite des logements sociaux pour les jeunes travailleurs de la fonction publique (infirmières du centre hospitalier Sainte-Anne et policiers) et les locaux de l’orchestre d’harmonie amateur La Sirène de Paris[6].
- No 30 : emplacement de l'ancien siège de la brasserie des frères Dumesnil, attesté le 23 mai 1910[7].
- No 36 : embranchement du passage Dareau, précédemment « passage des jardins » du Petit-Montrouge, territoire de la commune de Montrouge, annexé en 1863.
- No 43 : après cet immeuble, la rue passe sous un pont ferroviaire de la ligne B du RER.
- No 45 : embranchement de la rue du Saint-Gothard qui longe la ligne de chemin de fer.
— Le romancier Georges Simenon situe dans la rue Saint-Gothard, « au coin de la rue Dareau » le domicile de Maurice Dudon, le personnage principal de son roman Une vie comme neuve, publié en 1951[8]. Le lieu est aujourd'hui occupé par un grand immeuble contemporain de logements (1976) portant les nos 45 a 51 rue Dareau et les nos 2 et 4 rue du Saint-Gothard.
- No 53 : Antoine et Simone Veil  ont vécu à cette adresse de 1946 à 1950[9].
- Nos 53 et 56 : derniers numéros de la voie à l'angle de l'avenue René-Coty.

## Partie de la rue renommée rue Rémy-Dumoncel en 1946
- No 75 rue Dareau : ancienne adresse de la maison d'édition Tallandier (voir no 15, rue Rémy-Dumoncel).